# Asperula nuratensis
Asperula nuratensis är en måreväxtart som beskrevs av M.G. Pachomova. Asperula nuratensis ingår i släktet färgmåror, och familjen måreväxter. Inga underarter finns listade i Catalogue of Life.